# Pałac w Ostrowie Szlacheckim
 Pałac w Ostrowie Szlacheckim – zabytkowy pałac w Ostrowie Szlacheckim, w powiecie wrzesińskim, w województwie wielkopolskim.

## Historia
Pałac został wybudowany w 1910. Park pałacowy został uwzględniony w rejestrze w XIX/XX wieku. Pierwszym właścicielem był Fridrich Voge. Po śmierci Fridrich Voge spadkobiercą zostali Paul Voge, żona Elsa i dzieci Ginter, Hilda, Margot. Po II wojnie światowej majątek został upaństwowiony. Obecnie ubiega się o pałac wnuczka Fridricha Voge.

## Galeria

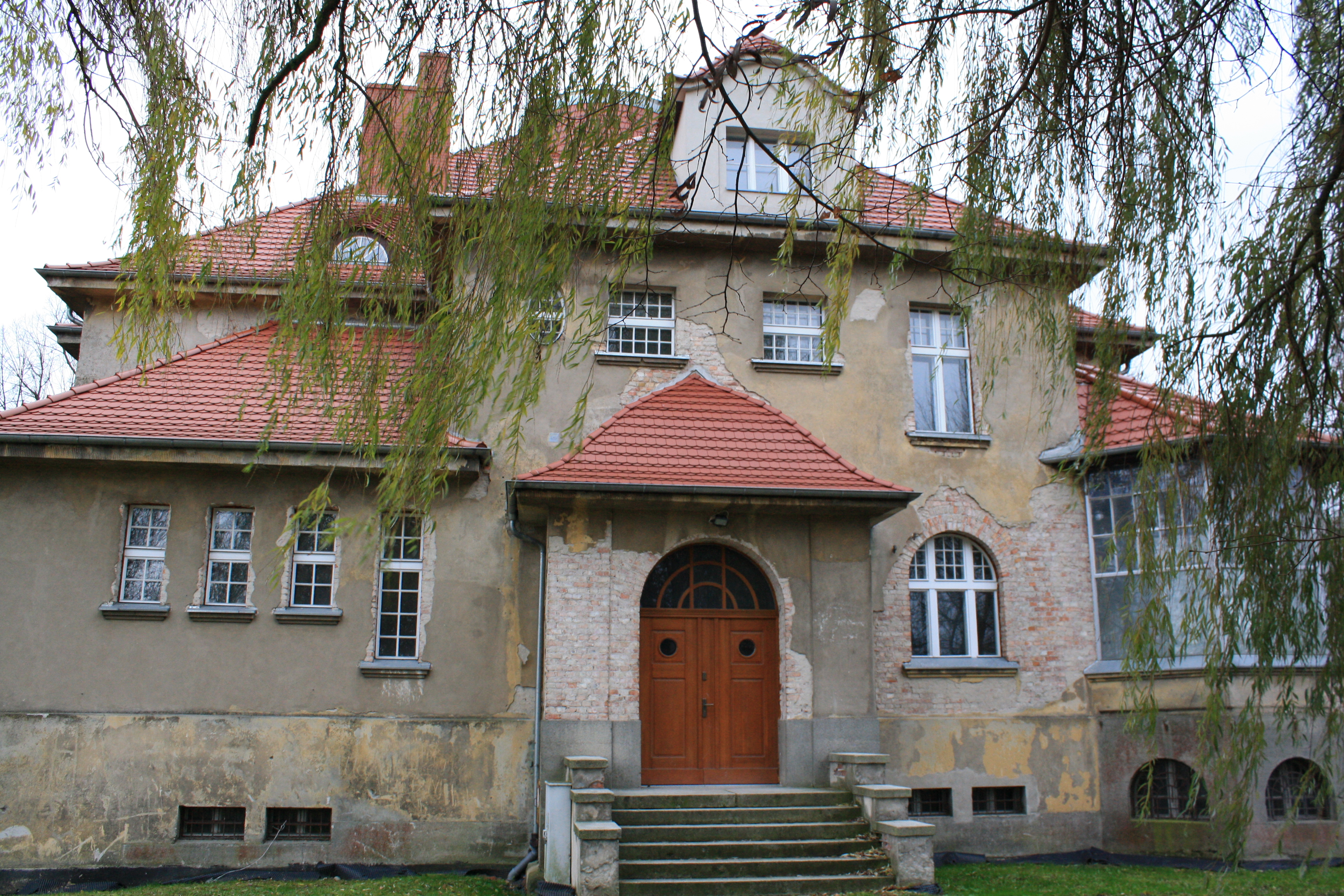
Widok pałacu od strony zachodniej
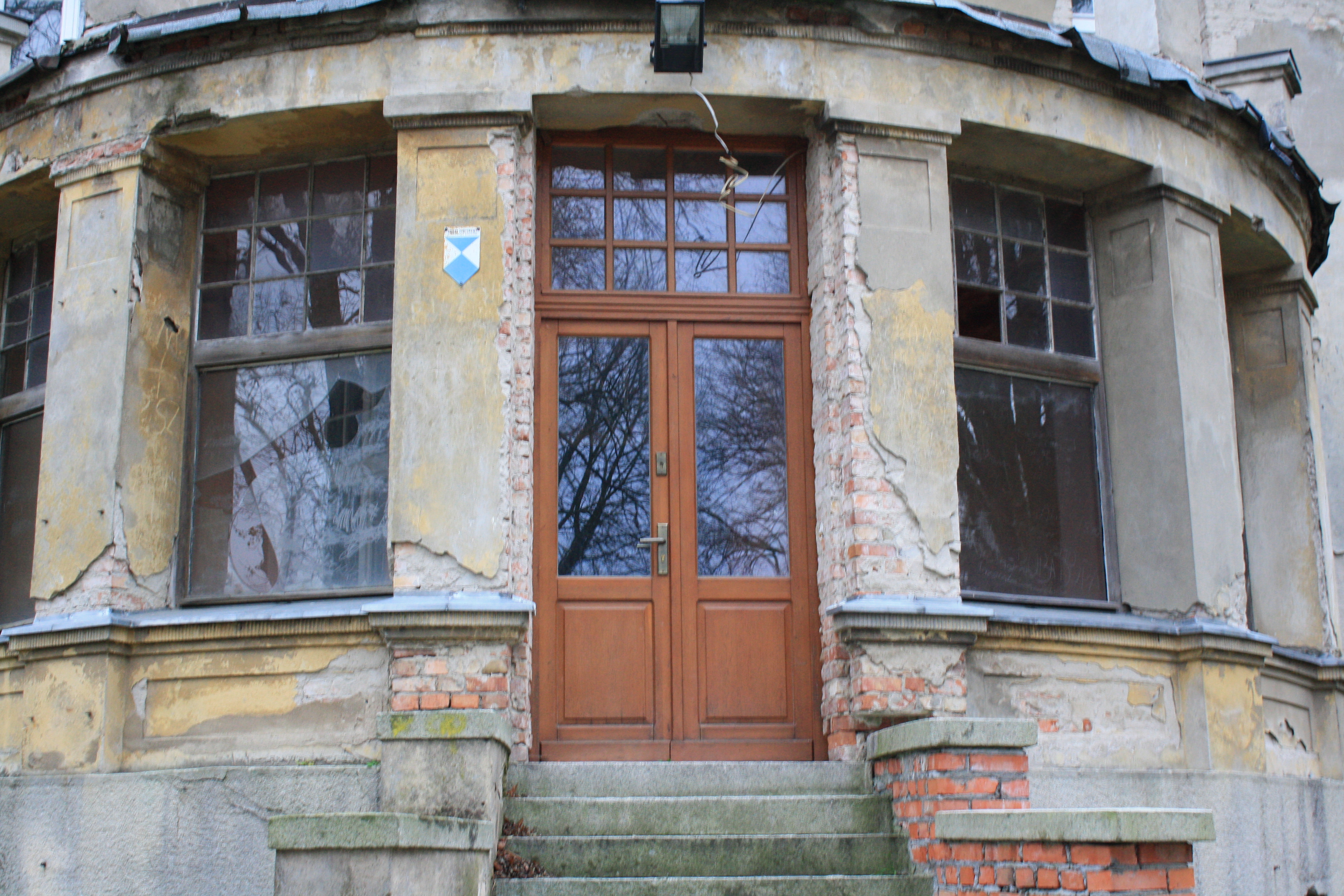
Widok frontowych drzwi pałacu
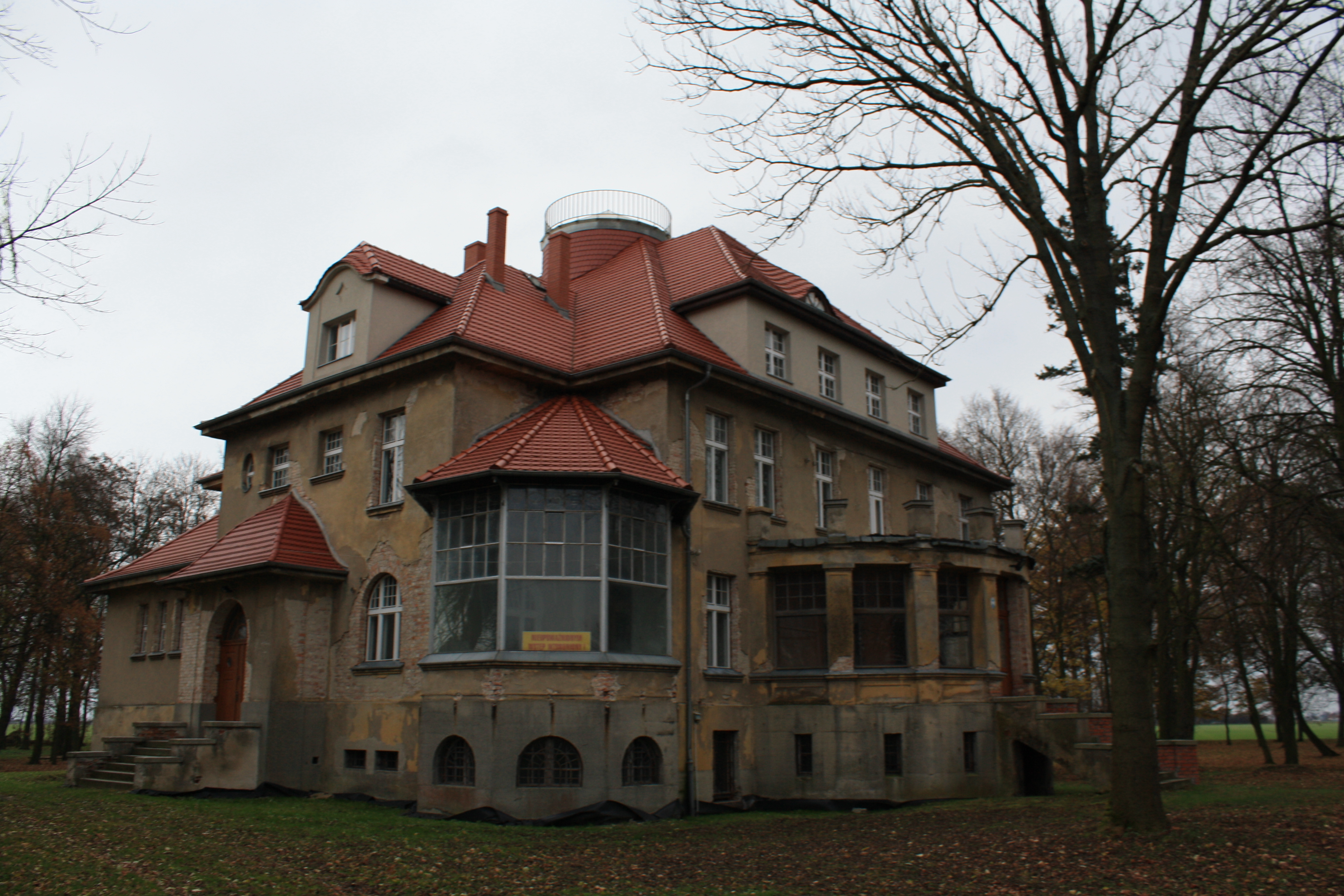
Widok pałacu
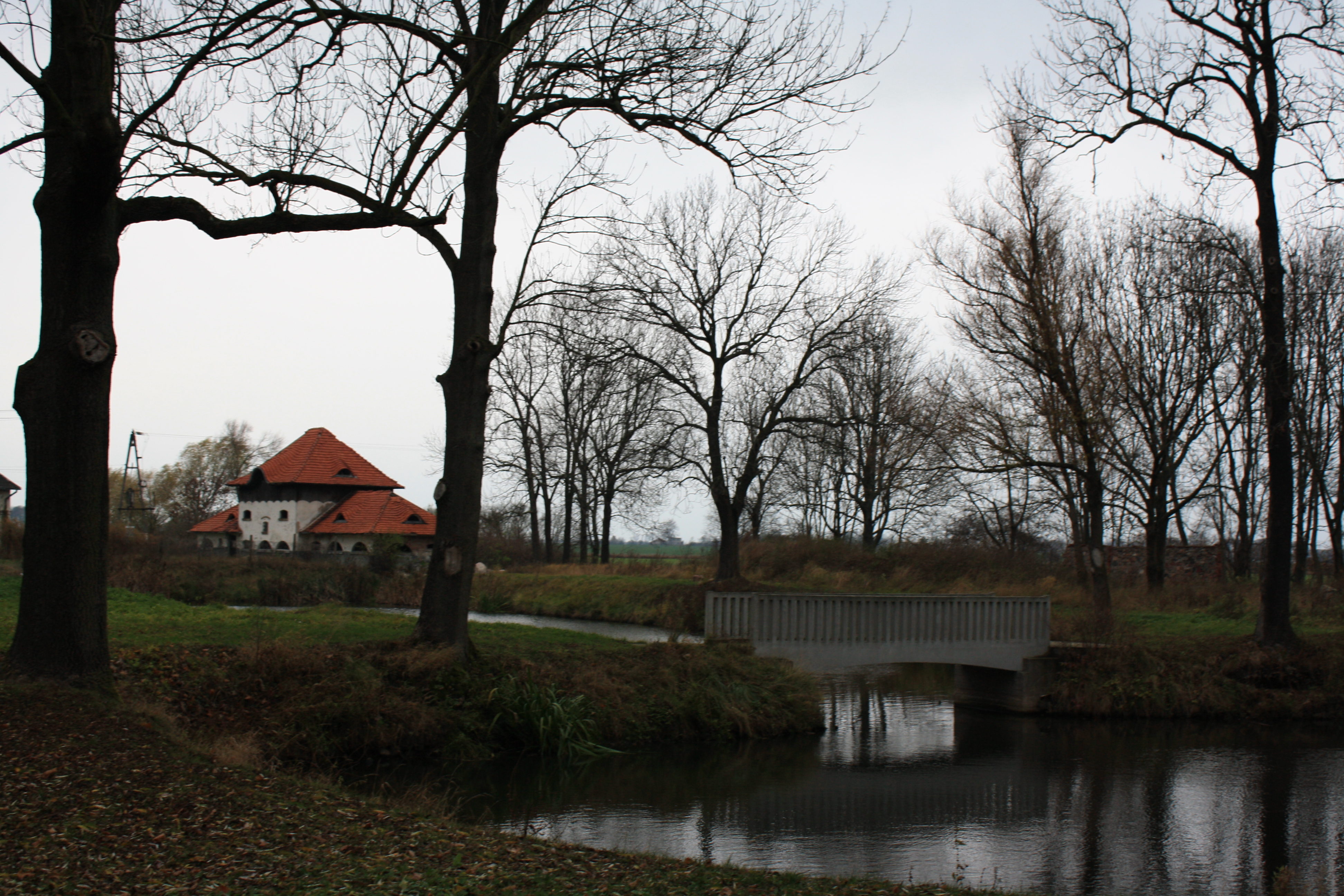
Widok mostku pałacu